# NGC 3769A
NGC 3769A is een balkspiraalstelsel in het sterrenbeeld Grote Beer. Het hemelobject werd op 5 februari 1788 ontdekt door de Duits-Britse astronoom William Herschel.

## Synoniemen
- MCG 8-21-77
- ZWG 242.66
- Arp 280
- KCPG 294B
- IRAS 11350+4809
- PGC 36008